# Азимов, Амиркул Насимович
Амиркул Насимович Азимов (тадж. Амирқул Носимович Азимов; род. 30 сентября 1948, посёлок Искадар, Айнинский район, Ленинабадская область, Таджикская ССР, СССР) — таджикский государственный деятель. Генеральный прокурор Таджикистана (1995—1996), Секретарь Совета безопасности (1996—2011), депутат Палаты Представителей Высшего собрания Таджикистана (2011).

## Биография
Амиркул Азимов родился 30 марта 1942 года в посёлке Искадар Айнинского района Ленинабадской области Таджикской ССР. Закончив среднюю школу, поступил в Таджикский государственный университет, став студентом юридического факультета. После окончания ВУЗа в 1972 году, был направлен на работу в прокуратуру Таджикской ССР, работал следователем Центральном районе Душанбе. После службы в армии, вернулся в прокуратуру, где в разное время работал на должностях: следователя, старшего следователя в прокуратуре Центрального района, старшего следователя в прокуратуре города Душанбе, старшего следователя по особо важным делам в прокуратуре Таджикской ССР. 
В 1979 году Азимов перешёл на работу в отдел административных органов Центрального комитета Коммунистической партии Таджикской ССР, в котором проработал до 1987 года. В 1987 году вернулся в прокуратуру, возглавлял следственную часть, затем следственное управление прокуратуры Таджикской ССР. В 1990—1991 годах руководил следственной бригадой Генеральной прокуратуры СССР, созданной для расследования беспорядков в Душанбе в феврале 1990 года. В 1992 году был назначен заместителем министра МВД Республики Таджикистан. В 1994 году перешёл на работу в аппарат президента на должность Государственного советника по вопросам обороны и правопорядка. В апреле 1995 года возглавил Генеральную прокуратуру Таджикистана, занимал пост Генерального прокурора до августа 1996 года, когда был назначен Секретарём Совета безопасности Республики Таджикистан.
15 мая 2011 года Азимов был избран депутатом Палаты Представителей Высшего собрания Таджикистана от округа Сино города Душанбе от Народно-демократической партии. После избрания депутатом, сложил с себя полномочия Секретаря Совета безопасности. В Палате Представителей Азимов возглавил Комитет по правопорядку, обороне и безопасности.

## Награды
- Заслуженный работник Таджикистана (20.02.2013)[2]